# Aurelio Magnani
Pour les articles homonymes, voir Magnani.
Aurelio Magnani (né le 26 février 1856 à Longiano, décédé  le 25 janvier 1921 à Rome) est un clarinettiste et compositeur italien. Il est considéré comme un des pères de l'école italienne de clarinette, car il est à l'origine de l'unification de l'école italienne de clarinette dans les premières décennies du XXe siècle. Aurelio Magnani est l'auteur de la célèbre méthode dénommée Metodo completo di clarinetto - Sistema Boehm.

## Biographie
Musicien originaire de Romagne, Aurelio Magnani, après avoir terminé ses études de clarinette au conservatoire de Bologne en 1874, a été professeur au lycée de musique de Viterbe et au conservatoire de Venise jusqu'en 1883, date à laquelle il s'est installé à Rome où il est devenu professeur au Conservatorio Santa Cecilia. En plus de ses activités d'enseignement, il s'est également consacré à la rédaction de méthodes et d'études pour ses élèves. Sa méthode de clarinette est dédiée à son ami clarinettiste Cyrille Rose de l'Opéra de Paris et a reçu la médaille d'Or à l'exposition universelle de Paris en 1900; cet ouvrage est toujours employé dans l'enseignement de la clarinette dans les conservatoires italiens.
Parallèlement à ses activités d'enseignant, il s'est produit dans de nombreux orchestres dans lesquels il était première clarinette. Parmi ces orchestres figurent ceux du Gran Teatro La Fenice de Venise et du Teatro Augusteo de Rome.
Les deux "Divertimento" ont été composés par Aurelio Magnani à Paris en 1903, où le compositeur est honoré comme Officier de l'Académie française pour ses hauts mérites artistiques. Le premier divertimento est dédié à son élève Ulderico Perilli et y développe les principaux thèmes présents dans les Konzertstücke, op. 44 et op. 49 pour clarinette et orchestre de Carl Baermann. 
Une de ses compositions, la Mazurka-caprice, peut être entendue sur des rééditions d'enregistrements historiques de Louis Cahuzac. D'après les notes de pochette de ces enregistrements, l'œuvre est « d'un charme pur tout au long de son exécution, et montre le savoir-faire de quelqu'un qui connaît intimement la clarinette ».

## Œuvres (sélection)

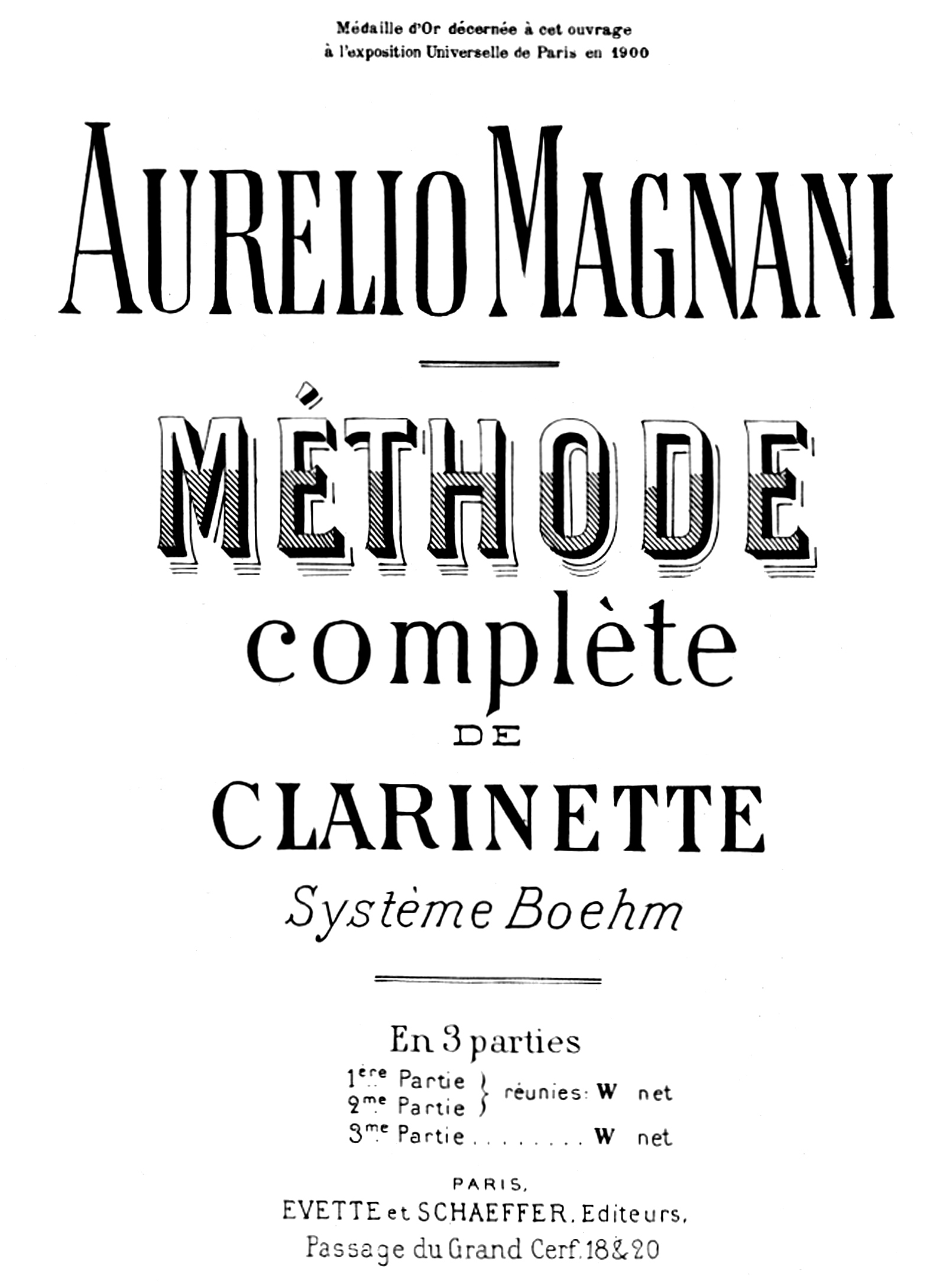
Méthode complète de clarinette. Système Boehm. Aurelio Magnani (1900).

- Élégie pour clarinette et piano (1880)
- Romanza e valzer pour clarinette et piano (1880), connu également comme « Paraphrases pour clarinette et piano : Romance et valses, issues de Faust de Charles Gounod »
- Mazurka-Caprice pour clarinette et piano (1897)
- 3 Sonates concertantes pour 2 clarinettes en si bémol sans accompagnement de piano. 3e Sonate en sol (Paris : Evette et Schaeffer, 1897)
- Méthode complète de clarinette, (Paris : Evette et Schaeffer, 1900), (Paris : Alphonse Leduc, réédition)
- Solo de concert pour clarinette si bémol avec accompagnement de piano (Paris : Evette et Schaeffer, 1902)
- Divertissement No.1 pour clarinette et piano (1903)
- Divertissement No.2 pour clarinette et piano (1903)
- Melodia romantica (1907)
- Sonate concertante No.3
- Mélodie originale romantique pour hautbois ou violon ou clarinette avec accompagnement de piano (1907)
- Ave Maria. O Salutaris. Panis angelicus pour chant et orgue ou harmonium ou piano (Paris : Evette et Schaeffer, 1920)
- Dix études-caprices de grande difficulté pour clarinette / nouvelle édition entièrement révisée par Alamiro Giampieri, (Paris : Alphonse Leduc)

## Discographie
- Magnani, A.: Virtuoso Clarinet Works - Divertimenti / Elegia / Melodia romantica / Mazurka-Caprice avec Sergio Bosi (clarinette), Riccardo Bartoli (piano), (Naxos, 2012)[2]
- Piero Vincenti (clarinette) - Marsida Koni (piano). Aurelio Magnani, Complete works for clarinet and piano, Accademia Italiana del Clarinetto AIC 001 © 2010
- Louis Cahuzac. Les grands maîtres da la Clarinette, Mazurka-caprice, Dante Productions LYS 366 (p) 1998
- Louis Cahuzac. Historical Recordings, Volume II, Mazurka-caprice, Clarinet Classics CC0010 © 1994, (p) 1994